# ブルックヘイブン (ジョージア州)
ブルックヘイブン（Brookhaven）は、アメリカ合衆国ジョージア州のディカーブ郡にある都市。人口は5万5161人（2020年）。アトランタの北東に隣接している。

## 概要
2012年に法人化した市である。それまでは国勢調査指定地域（CDP）だった。歴史的には1924年から1965年まで「ノースアトランタ村」という名で法人化していた。村のチャーターが時代に合わなくなり、村を解散するか市のチャーターを導入する必要に迫られた。住民投票の結果、村の解散を選択した 。
アトランタ・マルタの
ゴールドラインでアトランタと結ばれており、通勤に便利な街である。ゴールドラインは「ピーチツリーロード」と平行しており、沿線には企業のオフィスビルが多数立地している。

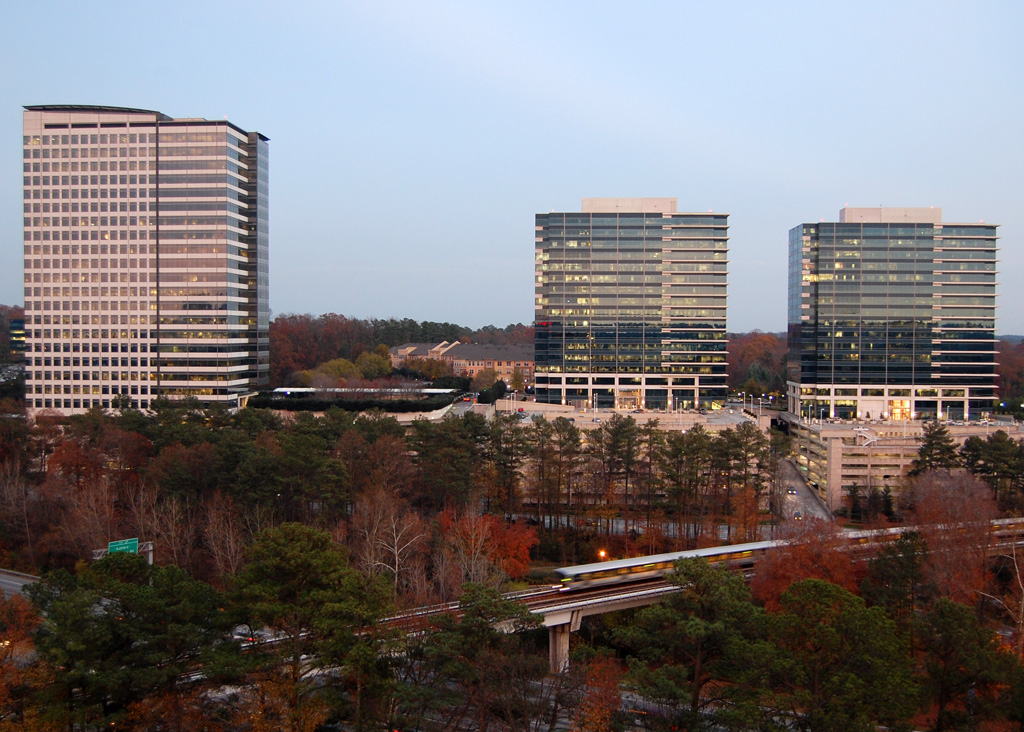
オフィスビルとゴールドライン